# Sumbersono (Dlanggu)
Sumbersono is een bestuurslaag in het regentschap Mojokerto van de provincie Oost-Java, Indonesië. Sumbersono telt 2545 inwoners (volkstelling 2010).